# Clypeopycnis punithalingamii
Clypeopycnis punithalingamii är en svampart som beskrevs av N.D. Sharma 1982. Clypeopycnis punithalingamii ingår i släktet Clypeopycnis, divisionen sporsäcksvampar och riket svampar.   Inga underarter finns listade i Catalogue of Life.